# Ochraethes obscuricornis
Ochraethes obscuricornis là một loài bọ cánh cứng trong họ Cerambycidae.